# VNS Matrix

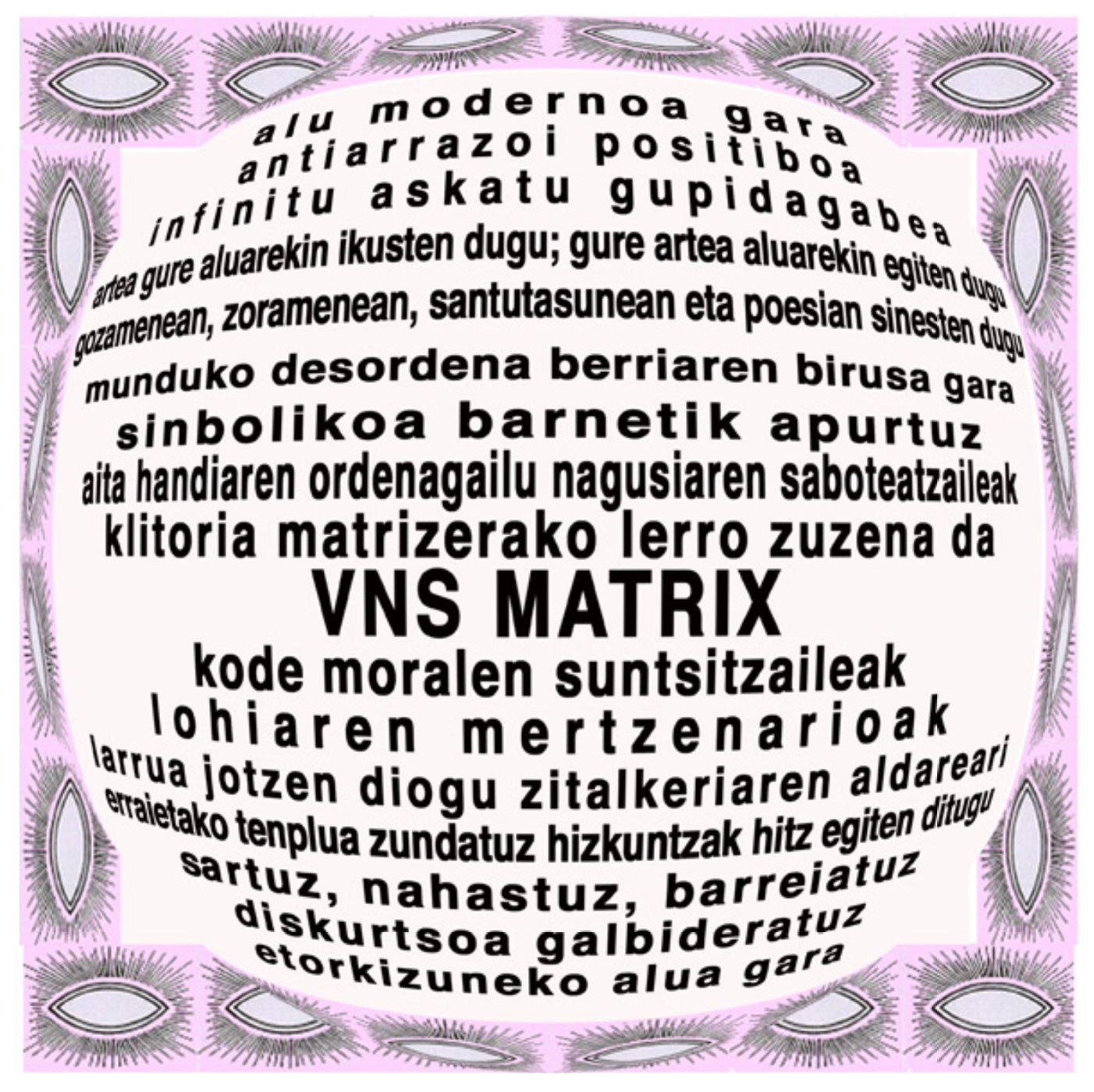
Le collectif VNS Matrix publie en 1991 le manifeste du cyberféminisme.

VNS Matrix est un collectif d'artistes fondé à Adélaïde, en Australie, en 1991, par Josephine Starrs, Julianne Pierce, Francesca da Rimini et Virginia Barratt. 
Leur travail comprend des installations, des événements et des affiches dans des magazines et sur des panneaux d'affichage, distribués par le biais de l'Internet. Leur démarche se fonde sur une relation hypersexualisée et socialement provocatrice entre le genre féminin et les technologies. Leurs travaux visent à saper les discours de domination et de contrôle dans l'espace cybernétique. Elles sont créditées comme étant parmi les premières artistes à utiliser le terme cyberféminisme pour décrire leur pratique.

## Description
VNS Matrix est un collectif d'artistes féministes australiennes actives de 1991 à 1997. 
Un de leurs premiers travaux consista en des panneaux d'affichage de 6 par 18 pieds annonçant : « le clitoris est une ligne directe vers la matrice... ». En 1991, elles ont écrit un Manifeste cyberfeminist pour le 21e Siècle. Bien que le manifeste ait été conçu pour l'Internet, c'est-à-dire reposté à travers divers sites web, il a été également diffusé sur les médias traditionnels, y compris la radio, la télévision, et affiché dans des espaces publics ou placés dans des publicités imprimées de magazines.
In 1993 VNS Matrix commence son installation/jeu vidéo All New Gen à la Experimental Art Foundation Gallery à Adélaïde qui reçoit un intérêt au niveau national, les acclamations de la critique et des critiques follement enthousiastes[réf. nécessaire].
« Bienvenue dans le monde de All New Gen : le jeu informatique interactif radicalement transgressif pour genres non spécifiques. Merci d'avoir joué. Vous êtes invités à rejoindre All New Gen et ses salopes de l'ADN - la super puissante Patina de Panties, Dentata et la Princesse de Slime - dans leur bataille contre Big Daddy Mainframe et ses acolytes technobimbo - Circuit Boy, Streetfighter et autres gros connards - que vous rencontrerez dans la zone contestée. C'est une zone où le genre est un mot de six lettres modifiable et le pouvoir n'est plus centré dans une organisation spécifique ».[réf. nécessaire]
Une fois connecté à All New Gen, la première question posée aux joueurs est : « Quel est votre sexe ? Mâle, Femelle, Ni l'un ni l'autre ». « Ni l'un ni l'autre » est la bonne réponse, car cliquer sur l'icône Homme ou Femme envoie les joueurs tourner sur une boucle qui les sort du jeu. En 1994, All New Gen a été bien reçu au Symposium international sur l'art électronique à Helsinki, après quoi il a été exposé dans plusieurs galeries et espaces d'art en Australie, en Europe, aux États-Unis, au Canada et au Japon. VNS Matrix a ensuite reçu une subvention de 100 000 $ de l'Australian Film Commission (en) pour développer un prototype sur CD-ROM du jeu All Gen pour la distribution internationale sous le titre de Bad Code. Il comprend un certain nombre d'améliorations : nouvelles images sophistiquées, décors en 3D, animations, séquences vidéo, ajout de personnages et de zones.